# Violeta G. Ivanova
Violeta G. Ivanova (Виолета Иванова en bulgare) est une astronome bulgare.

## Biographie
Ivanova travaille à l'Institut d'Astronomie de l'Académie bulgare des sciences et fait ses découvertes à l'observatoire astronomique national de Rozhen.
D'après le Centre des planètes mineures, elle a découvert ou co-découvert 14 astéroïdes numérotés.
L'astéroïde (4365) Ivanova porte son nom.
| Astéroïdes découverts : 14                                       | Astéroïdes découverts : 14 | Astéroïdes découverts : 14 |
| ---------------------------------------------------------------- | -------------------------- | -------------------------- |
| (3860) Plovdiv                                                   | 8 août 1986                | [1]                        |
| (4102) Gergana                                                   | 15 octobre 1988            |                            |
| (4893) Seitter                                                   | 9 août 1986                | [1]                        |
| (5950) Leucippe                                                  | 9 août 1986                | [1]                        |
| (7079) Baghdad                                                   | 5 septembre 1986           | [1]                        |
| (9732) Juchnovski                                                | 24 septembre 1984          | [2]                        |
| (9936) Al-Biruni                                                 | 8 août 1986                | [1]                        |
| (11852) Shoumen                                                  | 10 septembre 1988          | [2]                        |
| (11856) Nicolabonev                                              | 11 septembre 1988          | [2]                        |
| (12246) Pliska                                                   | 11 septembre 1988          |                            |
| (13930) Tashko                                                   | 12 septembre 1988          |                            |
| (13498) Al Khwârizmî                                             | 6 août 1986                | [1]                        |
| (14342) Iglika                                                   | 23 septembre 1984          | [2]                        |
| (22283) Pythéas                                                  | 6 août 1986                | [1]                        |
| - [1] avec Eric Walter Elst - [2] avec Vladimir Georgiev Škodrov |                            |                            |